# Pontis
 Pontis  es una pequeña localidad y comuna de Francia, en la región de Provenza-Alpes-Costa Azul, departamento de Alpes de Alta Provenza, en el distrito de Barcelonnette.
Sus habitantes reciben el gentilicio en francés de Pontisois(es)

## Demografía
| 87 | 64 | 62 | 63 | 44 | 45 |
| Para los censos de 1962 a 1999 la población legal corresponde a la población sin duplicidades (Fuente: INSEE [Consultar]) |    |    |    |    |    |